# Mayaki Seydou
Mayaki Seydou est un boxeur nigérien né en 1949.

## Carrière
Mayaki Seydou est médaillé de bronze dans la catégorie des poids coqs aux championnats d'Afrique de Nairobi en 1972.
Aux Jeux olympiques d'été de 1972 à Munich, il est éliminé au deuxième tour dans cette même catégorie par l'Est-Allemand Stefan Förster (en).